# Vliegbasis Koksijde

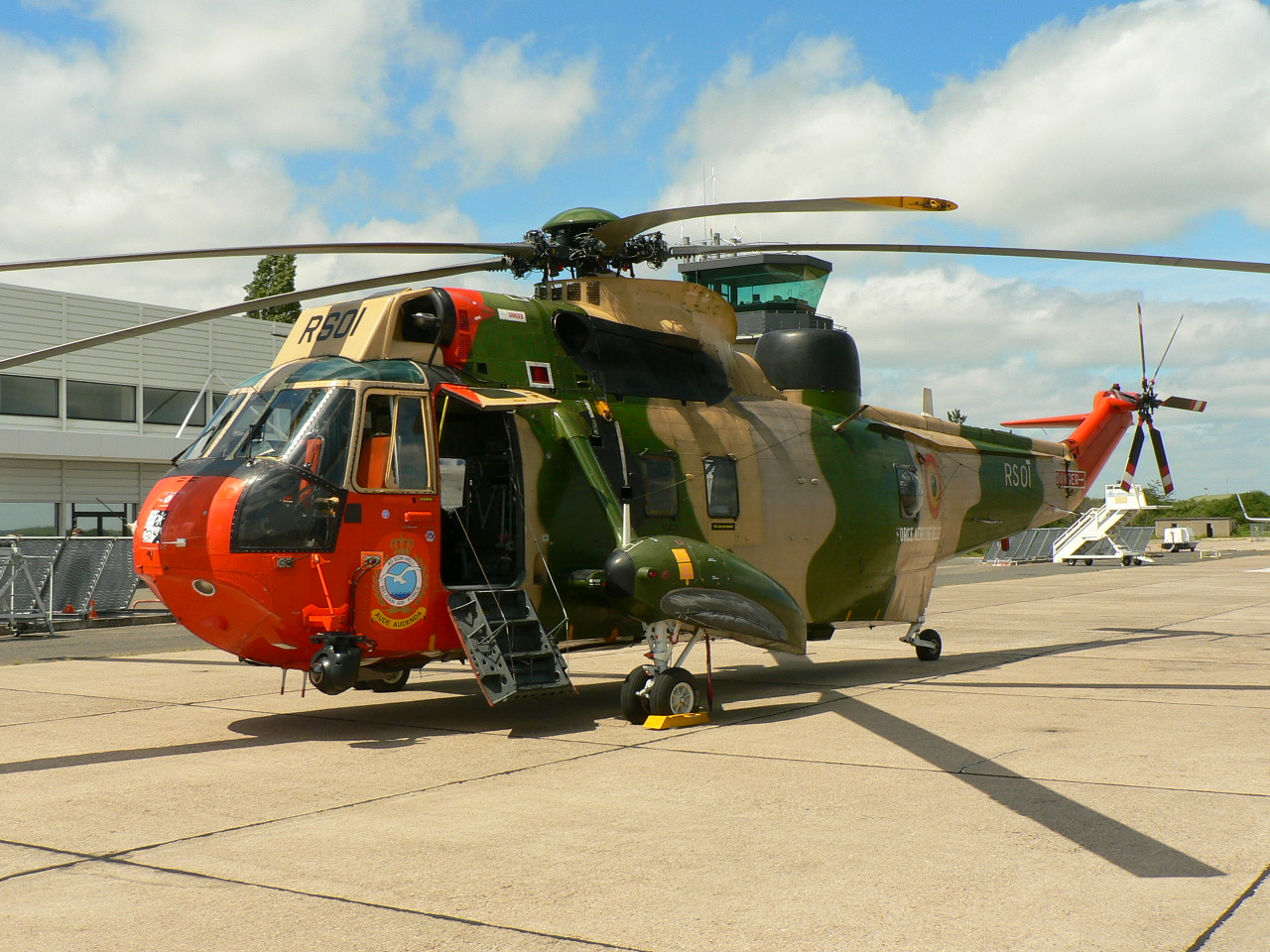
Westland Sea King Mk48 RS-01 SAR-helikopter van de Belgische Luchtmacht. Hij werd in 2009, na 33 jaar dienst, opgenomen in de collectie van het Koninklijk Museum van het Leger en de Krijgsgeschiedenis

Vliegbasis Koksijde (B Koks), ICAO: EBFN, is een militair vliegveld van de Belgische luchtmacht gelegen in Koksijde, op een tweetal kilometer van de Belgische kust. Het is de thuisbasis van het 40ste smaldeel, dat opereert met NH90-helikopters voor de search-and-rescue-taak. De basis verwierf bij het bredere publiek bekendheid door de serie en film Windkracht 10.
Tevens fungeert de basis als helikopterhaven van deBelgische marine, die tot 2021 gebruik maakte van Alouette III-helikopters. De SAR-taken zijn sinds enkele jaren overgenomen door de NH90-helikopters, gebouwd door NHIndustries, die werden geleverd ter vervanging van de Sea King helikopters. Vier toestellen met SAR-lay-out zijn in Koksijde gebaseerd.
Op 19 juni 2014 werd de Basis Koksijde officieel ontbonden als eenheidskorps. Voortaan maakt ze deel uit van de 1e Wing op vliegbasis Bevekom.
Jaarlijks vindt er de loopwedstrijd Runway Run Koksijde plaats. Ook wordt er een vliegshow georganiseerd door de lokale West Aviation Club Koksijde.

## Geschiedenis
De geschiedenis van de Vliegbasis Koksijde gaat terug tot in de Eerste Wereldoorlog. Toen legde het Belgisch leger er een tijdelijk vliegveld aan voor het 1ste, 2de en 3de smaldeel. Het vliegveld verdween opnieuw tussen de twee wereldoorlogen. Vermoedelijk waren de gronden toen in gebruik als landbouwgebied. Dit vliegveld bevond zich aan de overkant van de N8 (Ten Bogaerdelaan) rond de abdij Ten Bogaerde. Vandaag zijn er geen restanten meer zichtbaar van dit vliegveld uit de Eerste Wereldoorlog. Op oude foto's uit de oorlog zijn de gebouwen van de abdij wel herkenbaar.
Tijdens de Tweede Wereldoorlog richtte het Duitse leger in Koksijde opnieuw een vliegveld op, deze keer aan de oostkant van de N8. Het diende als uitwijkvliegveld voor de Duitse toestellen op weg naar en vanuit Engeland. Tijdens Operatie Donnerkeil in februari 1942 was het tweede geschwader van de eerste nachtjagdgruppe hier tijdelijk gestationeerd. De bedoeling was om dekking te geven aan de uitbraak van de Duitse slagschepen Gneisenau en Scharnhorst en de zware kruiser Prinz Eugen vanuit Brest naar Duitsland. Eén van de piloten van II./NJG 1 was Heinz-Wolfgang Schnaufer, de latere topscorer van de Duitse nachtjacht. Na de bevrijding kwam het vliegveld eerst in handen van Royal Air Force. Deze droeg het in 1946 over aan het Belgisch leger. De Luchtmacht richtte er op 1 januari 1948 de Jachtvliegschool op.
Op 1 juli 1958 kreeg het vliegveld de naam Basis Koksijde. Pas vanaf 1961 werden er de eerste helikopters gestationeerd. In oktober 1974 kreeg de helikoptereenheid zijn huidige benaming: 40e smaldeel Heli.
Het eerste type helikopter dat op Basis Koksijde in gebruik kwam was de Sikorsky HSS1/S-58. Deze werd in het midden van de jaren '70 vervangen door de Westland Seaking Mk.48, zelf in 2019 opgevolgd door de NH90, een reddingshelikopter die ook op fregatten wordt gebruikt voor onderzeebootbestrijding.
Op 22 april 2019 werd bekend dat de vliegbasis in Koksijde zal sluiten en de helikopters zullen verhuizen naar de Luchthaven van Oostende. Dit ging volgens de planning uit 2019 ten laatste in december 2023 gebeuren. In juli 2023 werd de geplande datum van deze verhuis gewijzigd in 2026.

## Inkrimping
De omliggende gemeenten denken erover na om de militaire basis op termijn een aantal nieuwe functies te geven zoals die van bedrijventerrein en woonzone.
De plannen van de gemeenten gaan mogelijk niet door, omdat minister van Defensie Ludivine Dedonder (PS) de basis na 2026 wil gebruiken voor de landstrijdkrachten.

## West Aviation Club
Op het vliegveld is de West Aviation Club actief.
De vliegclub beschikt over vier vliegtuigen: OO-KOK, OO-ODK, OO-H20 en de OO-I08.
Zij organiseren, sinds 2016, jaarlijks het Belgisch Kampioenschap stuntvliegen (Belgian Open Aerobatic Championship Koksijde). Dat vindt plaats in het eerste weekend van juli.

## Luchtshow
Gedurende vele decennia vond op de Vliegbasis Koksijde jaarlijks een internationale luchtshow plaats. Zo goed als alle Europese displayteams hebben er één of meerdere keren gevlogen. De laatste grote luchtshow vond plaats in 2011 en stond in het teken van 65 jaar Belgische Luchtmacht. Onder meer de Thunderbirds (USAF), de Saudi Hawks (Saoedi-Arabië), de Red Arrows (Royal Air Force) en de Patrouille de France (Armée de l'air) verzorgden demonstraties.
Door de besparingen bij de Belgische krijgsmacht worden er sinds 2011 geen luchtshows meer gehouden op de Vliegbasis Koksijde.
In 2014 en 2015 vond er een fly-in met oldtimervliegtuigen plaats die in het teken stond van honderd jaar Eerste Wereldoorlog. In 2016 en 2017 vond aan de zijde van de vliegclub West Aviation Club het Belgian Open Aerobatic Championship plaats dat intussen een jaarlijks gebeuren is geworden.